# Chainmail
Chainmail és un joc de miniatures medieval creat per Gary Gygax i Jeff Perren. Gygax va desenvolupar el sistema de joc medieval expandint les regles de Perren, un company i amic seu de la Lake Geneva Tactical Studies Association (LGTSA) que era el propietari d'una botiga de hobbies. Guidon Games publicà la primera edició de Chainmail el 1971 com el seu primer joc de miniatures i un dels tres productes debut. Chainmail era el primer producte dissenyat per Gygax que estava a la venda com a producte professional. Incloïa un "Fantasy Supplement" ("Suplement de Fantasia") amb forta influència de Tolkien, que convertia Chainmail en el primer joc de miniatures de fantasia comercialitzat en tenir un reglament, tot i que segueix els esforços de molts d'aficionats de la dècada anterior. Dungeons & Dragons començà com una variant de Chainmail; finalment n'adoptaria conceptes com la classe d'armadura ("armor class") i els nivells ("levels"), així com diversos encanteris ("spells"), monstres ("monsters") i poders màgics ("magical powers").